# Basses de les Salamandres
Les Basses de les Salamandres sont un ensemble de deux lacs de montagne situés en Andorre dans la paroisse de Canillo à une altitude de 2 340 m. 

## Hydrographie
Chaque lac a une superficie de 0,2 ha. Étant localisés sur le versant nord-ouest de la vallée d'Incles, leurs eaux rejoignent le riu d'Incles, tout comme celles de l'Estanyó del Querol situé quelques centaines de mètres à l'ouest.
| \| Basses de les Salamandres \|                                                              |                                      |                                                                                    |
| Position des Basses de les Salamandres sur la carte des bassins hydrographiques de l'Andorre | Riu d'Incles à l'entrée de la vallée | Basses de les Salamandes et Estanyó del Querol vus depuis la Serra de Cabana Sorda |
| Basses de les Salamandres                                                                    |                                      |                                                                                    |

## Toponymie
Le terme catalan bassa (pluriel basses) désigne une mare ou un petit étang qui s'assèche fréquemment en été,.

## Randonnée
Les lacs sont accessibles aux randonneurs par la vallée d'Incles. Il est également possible de les rejoindre depuis la vallée de Ransol (point de départ à la Coma de Ransol) par une courte randonnée de 3 km.

## Galerie

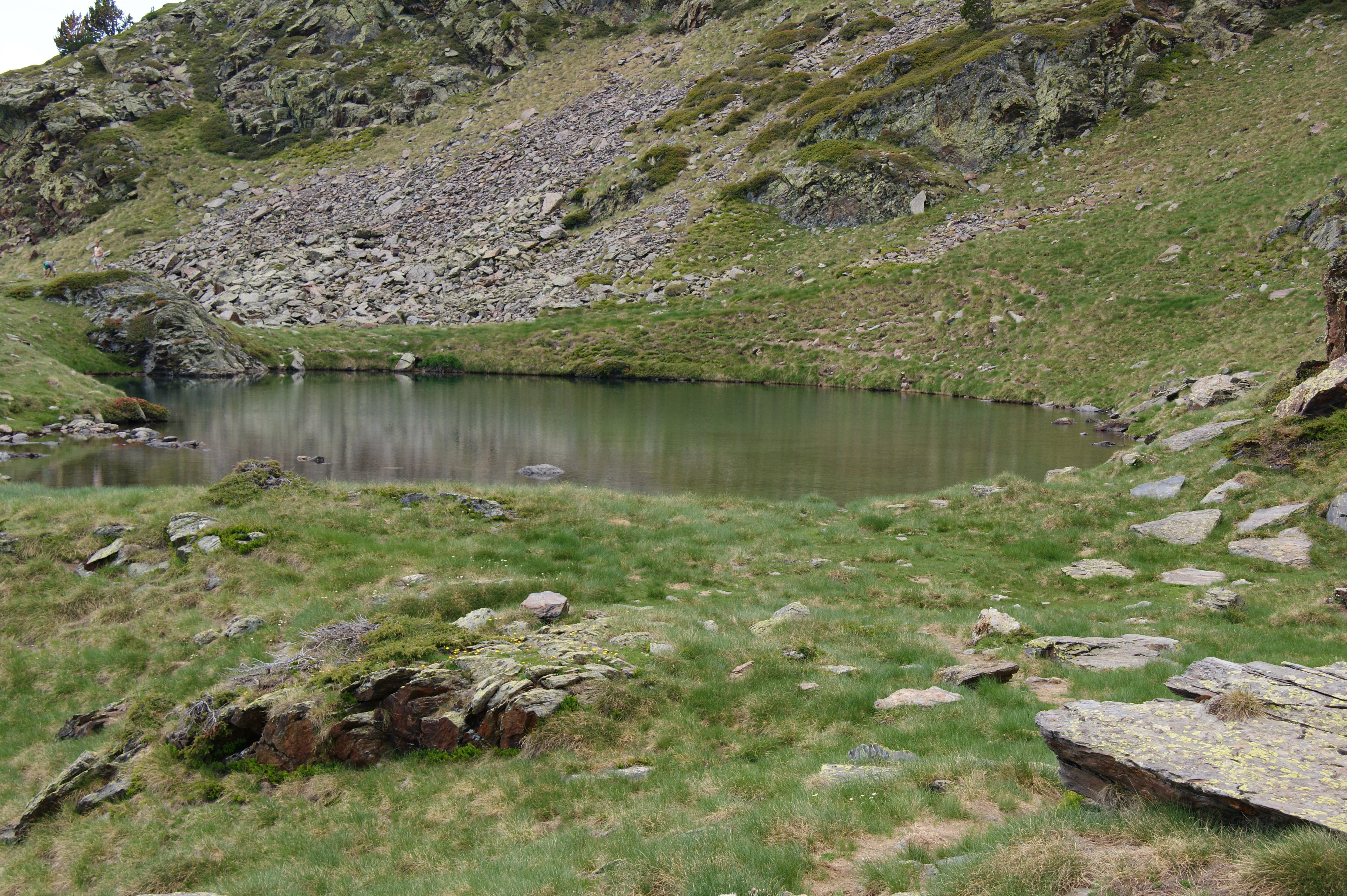
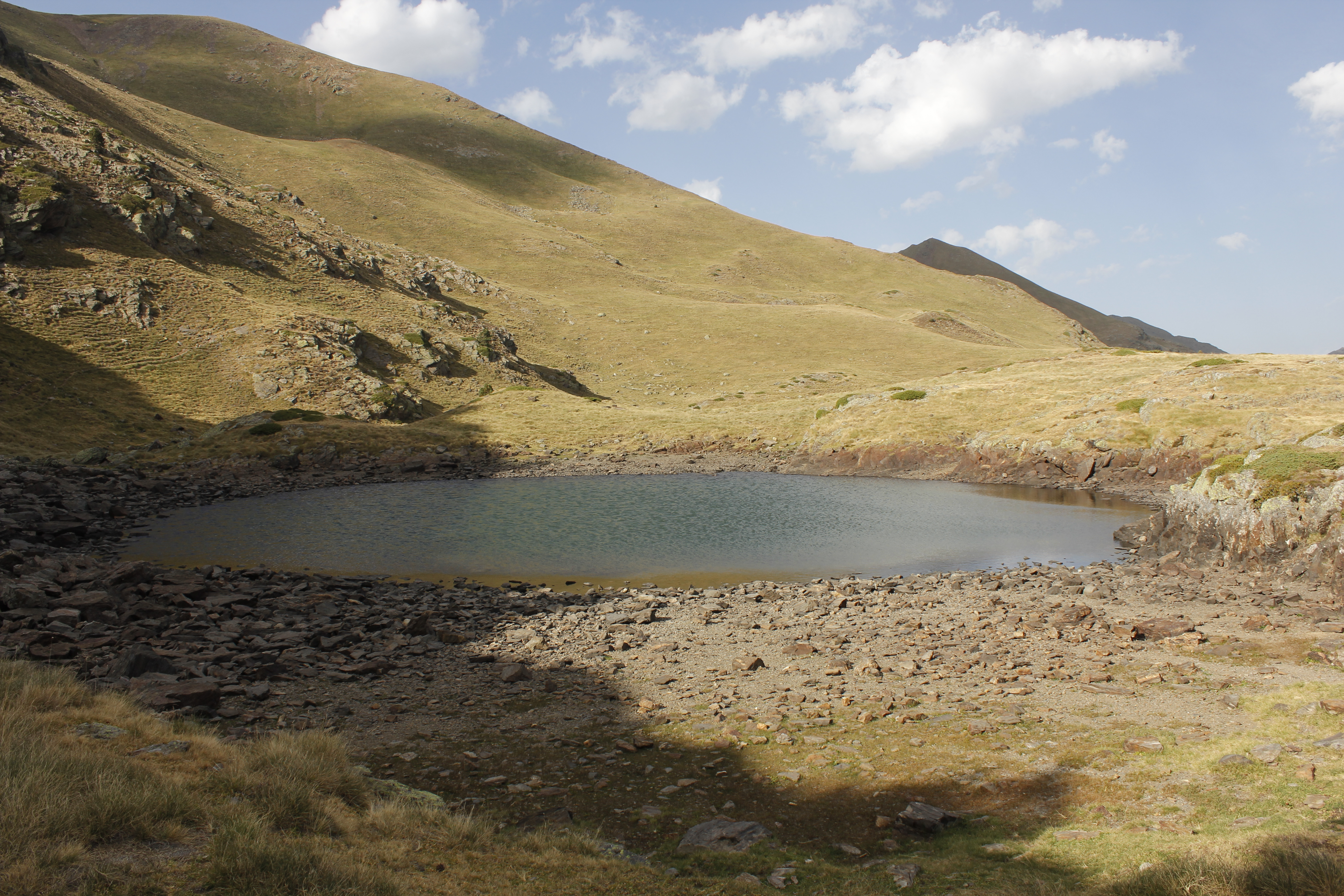
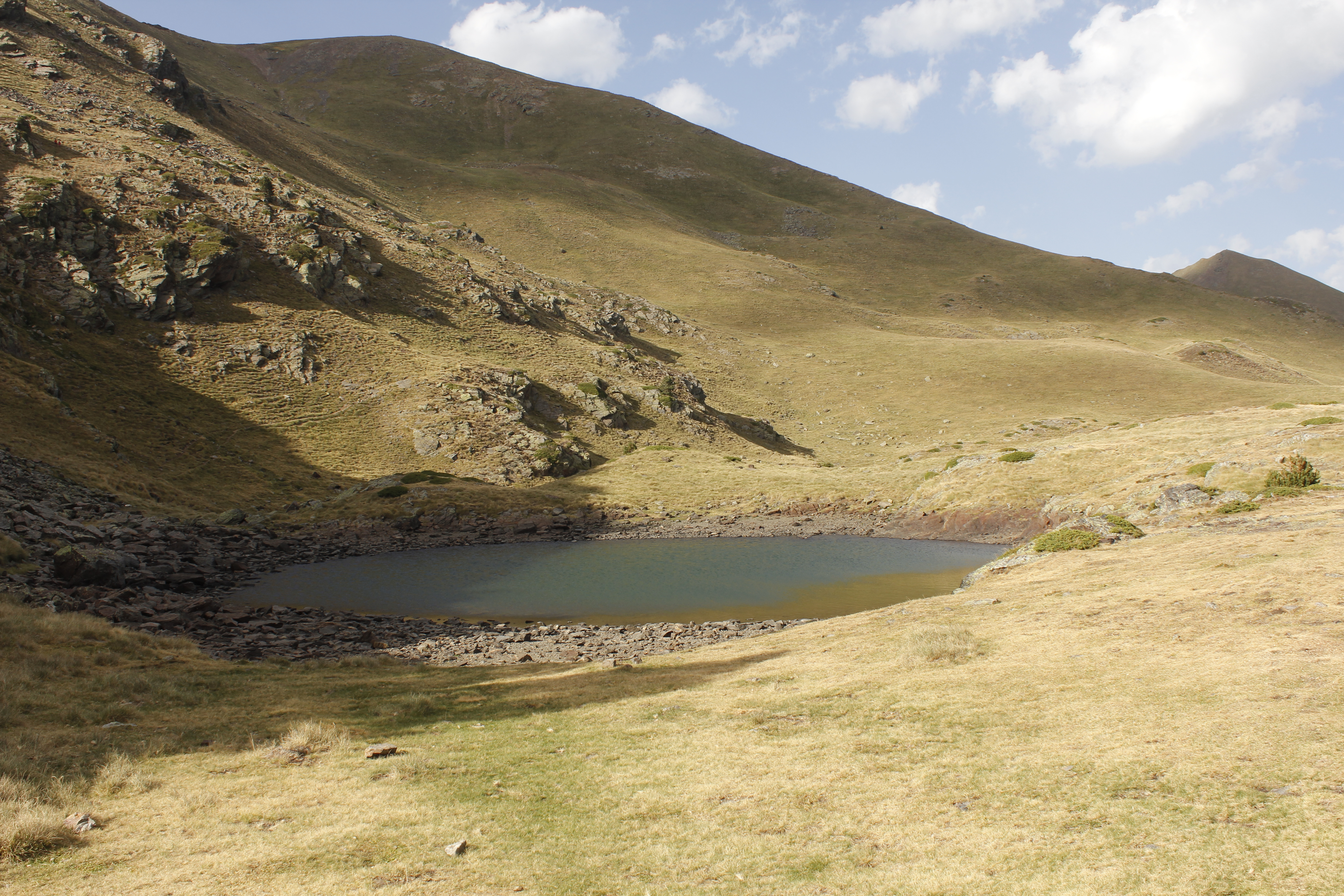